# 最高议会 (吉尔吉斯斯坦)
最高议会（吉尔吉斯语：Жогорку Кеңеш，Žogorku Keňesh或Jogorku Kengesh）是吉尔吉斯斯坦一院制议会，共有120个议席，每届任期5年。

## 历史
从1991年8月31日吉尔吉斯斯坦宣布独立到1994年9月，吉尔吉斯斯坦议会是自苏联时期沿袭下来的一院制最高苏维埃。第一届议会于1990年2月25日通过选举产生，1994年9月，吉尔吉斯斯坦最高苏维埃因“已完成其历史使命”而提前自行解散。依照同年10月22日举行的全民公决的决定，吉尔吉斯斯坦修改宪法，设立两院制议会——最高会议（立法会议，下院；人民代表会议，上院）。1995年2月，选举产生了由立法会议和人民代表会议组成的两院制议会。2000年2月选举产生了独立以来第三届议会。
2003年2月2日，吉通过全民公决修改宪法。根据新宪法，吉议会由两院制改为一院制，议员由105人减少到75人。取消政党比例代表制，全部议员由单一选区选举制选举产生。2005年第四届议会选举产生75名议员。
2006年11月，吉议会通过新宪法，规定议会由90名议员组成，50%席位按比例代表制产生，其余席位按单一选区制产生。由在议会选举中赢得50%以上议席的政党组建政府。2006年12月30日吉议会再次通过新宪法，总统权力恢复并有所强化。
2007年9月14日，吉宪法法院宣布废止2006年年底通过的两部宪法。10月21日吉全民公决通过新宪法。该宪法规定，议会由90名议员组成，完全按政党比例代表制选举产生；在议会选举中获得多数席位的政党组建政府。12月16日，吉举行提前议会选举，按政党比例代表制选举新一届议会。新议会由90名议员组成。“光明道路”人民党、社会民主党和共产党人党进入议会，分别占据71个、11个和8个席位。
2010年4月，吉尔吉斯斯坦首都比什凯克发生骚乱，反对派随后成立临时政府。6月，吉尔吉斯斯坦全民公决通过新宪法并认可由临时政府总理萝扎·奥通巴耶娃担任过渡时期总统，同时将政体由总统制过渡到议会制，并又将两院制议会改为一院制议会。10月10日，吉尔吉斯斯坦举行新宪法通过后的首次议会选举，“故乡”党等5个政党进入新一届议会。
2015年10月4日，吉举行第六届议会选举，社民党、共和国－故乡党、吉尔吉斯斯坦党、进步党、共同党、祖国党进入议会。10月7日，社民党、吉尔吉斯斯坦党、进步党、祖国党签署协议，组成执政联盟。
2016年4月，议会执政联盟解散，社民党、吉尔吉斯斯坦党、共同党组成执政联盟。
2018年4月，吉改组政府，议会第二大党，原反对派共和国－故乡党加入执政联盟。
现议会执政联盟由社民党、共和国－故乡党、吉尔吉斯斯坦党、共同党四党组成。

## 议会的地位与构成
1993年5月5日，吉尔吉斯斯坦议会通过独立后第一部宪法，规定吉尔吉斯斯坦是建立在法制、世俗国家基础上的主权、单一制民主共和国，实行立法、司法、行政三权分立。根据宪法，议会为履行立法职能的代表机构，并行使对司法和行政权力的监督职能 。
宪法规定，最高会议由75名代表组成。最高会议的工作由议长、副议长领导。最高会议下设7个（常设）委员会和若干个临时委员会。
共和国最高会议议长和副议长由最高会议代表选举产生。
宪法规定，最高会议议长的主要职能是：
- 主持召开最高会议的会议；
- 对提交最高会议审理问题的准备工作实行总的领导；
- 签署最高会议通过的法令；
- 在吉尔吉斯斯坦国内外代表最高会议；
- 保证最高会议同总统、政府、国家执行权力和司法权力机关、地方自治机关的相互关系；
- 对最高会议机关的活动实行监督；
- 行使最高会议议事规程法所赋予他的其他职权。

最高会议副议长根据议长的委托行使议长的某些职权，在议长缺席时代理议长工作。
最高会议（常设）委员委员会准备和预先审理最高会议管辖的问题，监督最高会议通过的法律和决议的贯彻执行；国家的法律及其他规范性法律文件在其草案预审后由有关（常设）委员会通过；最高会议在其职权范围内对官员的任免和选举在有关（常设）委员会做出结论的情况下进行。

## 议会代表

### 议会代表的任职资格、选举与罢免程序
宪法规定，最高会议代表（议员）由选区根据普遍平等的原则，在直接选举中以无记名投票选出，任期5年。凡年满25岁、提名前已在吉尔吉斯斯坦至少居住5年并有选举权的国家公民，均可被推荐为代表候选人。最高会议代表例行选举在共和国最高会议行使职权的第五年的2月的最后一个星期日进行。
最高会议代表在他呈交关于辞去代表职能的书面声明、在最高会议解散、被法院确认他无行为能力、被法院宣布他失踪、死亡的判决生效的情况下，其代表职能随之提前停止。最高会议代表在这样一些情况下丧失代表职能：法院对他的有罪判决生效；调换工作或者他不放弃同自己履行代表职责不相容的工作；被确认选举无效；到吉尔吉斯斯坦境外长期居住；脱离或丧失吉尔吉斯共和国国籍。最高会议代表在一次会议期间，没有正当理由连续缺席，将按照全体最高会议代表的多数票表决被剥夺其代表职权。

### 议会代表的权利与义务
宪法规定，最高会议代表享有不受侵犯权。他不能由于开展代表活动发表言论或者由于最高会议投票结果而遭受迫害，除非他被当场发现正在进行犯罪活动。代表不得被关押或逮捕、遭受刑讯或人身搜查。只有经最高会议同意，方可按照司法程序追究代表的刑事、行政责任。最高会议代表不得同时担任政府成员职务，或者是地方会议代表；最高会议代表不能同时担任法官、检察长职务以及不能从事其他公务；最高会议代表不能从事企业经营活动，不能成为商业组织的领导成员或者监视会成员。最高会议代表可从事科研、教学及其他创作活动，如果此类活动不给他履行代表职责造成损失得话。

## 议会活动
宪法规定，最高会议的活动以会议的形式进行。每年举行一次例会：从当年9月第一个工作日开始，直至次年6月最后一个工作日结束。最高会议的临时会议由最高会议议长根据总理、政府或者不少于1/3最高会议代表的建议召开。最高会议的组织和活动程序、它的机构设置和人员编制由最高会议议事规程法确定。

## 议会职能
根据宪法规定，议会为履行立法职能的代表机构，任期五年。最高会议有31项职能。其中，主要职能是：依照法定程序对宪法进行修改和补充；通过法律；对宪法和最高会议通过的法律做出正式解释；变动国家边界；批准国家预算和政府提交的国家预算、全国社会经济发展纲要执行情况的报告；解决国家行政区划问题；确定总统选举；根据总统推荐，批准政府机构；对总理及政府成员的任命表示同意与否；依照法定情况以不少于全体代表2/3的票数对政府表示不信任；根据总统的提议选举和罢免共和国宪法法院院长、副院长和法官；根据总统提议选举和罢免共和国最高法院院长、副院长和法官；对地方法院法官的任命表示同意与否；对共和国总检察长的任命表示同意与否；对国家银行行长的任命表示同意与否；对中央选举暨全民公决委员会主席的任命表示同意与否；选举中央暨全民公决委员会的半数成员；对国家审计院院长的任命表示同意与否；任命半数审计员；选举和罢免国家纪检官及其副手；除宪法有关条款规定的情况外，批准和废除国际条约；实行紧急状态，批准和废除总统有关此问题的命令；解决战争与和平问题；实行战时状态，宣布战争状态，批准和废除总统有关这些问题的命令；在必须履行有关维护和平与安全的国际条约义务时，解决在境外动用吉尔吉斯斯坦武装力量的可能性问题；规定军衔、外交职衔、官衔和其他专门称号；颁布大赦令；听取共和国总统的国情咨文和声明；听取总理、总检察长、国家银行行长和国家审计院院长的年度报告以及提出撤销总统的职务问题，等等。

## 历任议长

### 立法会议议长（下院）
- 穆卡尔·乔尔彭巴耶夫（Mukar Cholponbayev）（1995年3月29日—1996年11月15日）
- 乌苏普·穆坎巴耶夫（Usup Mukambayev）（1996年11月15日—2000年4月14日）
- 阿卜迪加内·埃尔克巴耶夫（Abdygany Erkebayev）（2000年4月14日—2005年4月25日）
- 奥穆尔别克·捷克巴耶夫（Omurbek Tekebayev）（2005年4月28日—2006年2月27日）
- 马拉特·苏尔丹诺夫（Марат султанов）（2006年3月2日—2007年12月16日）
- 阿达汗·马杜马罗夫（Adakhan Madumarov）（2007年12月16日—2008年5月28日）
- 埃季拜·塔加耶夫（Айтибай Тагаев）（2008年5月29日—2010年10月10日）
- 阿赫马特别克·克尔迪别科夫（Akhmatbek Keldibekov）（2010年10月10日—2011年12月21日）
- 阿西尔别克·叶延别科夫[5]（Asilbek Jeenbekov）（2011年12月21日—2017年10月25日）
- 达斯坦·朱马别科夫 （Dastan Jumabekov）（2011年12月21日—2017年10月25日）

### 人民代表会议议长（上院）
- 阿尔曼别特·马图布赖莫夫（Almambet Matubraimov）（1995年3月28日—1997年11月26日）
- 阿卜迪加内·埃尔克巴耶夫（Abdygany Erkebayev）（1997年11月26日—2000年4月）
- 阿尔泰·博鲁巴耶夫（Altay Borubayev）（2000年4月—2005年3月24日）

## 最近选举
- 2020年吉尔吉斯國會选举
- 2015年吉尔吉斯國會选举
- 2010年吉尔吉斯國會选举
- 2007年吉尔吉斯國会选举